# Christine Axelsson
Christine Axelsson, född 9 mars 1952 i Malmö, död 24 juni 2016, var en svensk socialdemokratisk politiker, bosatt i Malmö. Hon var verksam i Region Skåne som regionråd med inriktning på regionala utvecklingsfrågor sedan Region Skånes bildande 1999. Hon var 2:e vice ordförande i regionala tillväxtnämnden.
Axelsson var 1994-1998 kommunalråd i Malmö med ansvar för utbildnings- och arbetsmarknadsfrågor. Hon var ordförande för Malmö arbetarekommun 2007-2012 samt ledamot i styrelsen och verkställande utskottet för Skånes socialdemokratiska partidistrikt.

## Regionråd
- 1998-2002  i opposition
- 2002-2006 i majoritet tillsammans med vänsterpartiet och miljöpartiet
- 2006-2010 i opposition
- 2010-2014 i opposition

- 2014-2016 regionfullmäktiges ordförande